# THE EARTH
『THE EARTH』（ジ・アース）は、Folderの1枚目のオリジナル・アルバム。1998年11月26日に発売された。発売元は、avex tune。
『HELLOW AGAIN（ORIGINAL MIX）』（ソノシート、AVJT-2382）が特典で進呈された。

## 収録曲
特記以外　作曲・編曲：小森田実
1. パラシューター
作詞：小林和子
2. Share Your Love
作詞・作曲・編曲：笹本将崇
3. 眠れない惑星
作詞：柳沢直弥
4. GONE GONE GO AWAY
作詞：小林和子
5. 空へ
作詞・作曲・編曲：笹本将崇
6. ためいき
作詞：柳沢直弥
7. NOW AND FOREVER
作詞：小林和子
8. ALL OR NOTHING 
作詞・作曲・編曲：笹本将崇
9. CLOSE TO YOU
作詞：森浩美、作曲：JOEY CARBONE　編曲：KALTA
10. ジャカジャカジャンケンポン
作詞：小林和子
11. CELEBRATE
（作詞：海老根祐子、作曲：JOEY CARBONE　編曲：KALTA
12. FIRE! FIRE!
作詞：小林和子
13. DO MY LOVE
作詞：柳沢直弥